# SJ E10
Die schwedische Dampflokomotivtype E10 war eine Lokomotive für den Güterverkehr. Sie wurden vor allem im Bereich der Inlandsbahn eingesetzt.

## Geschichte
Den Bauauftrag von Statens Järnvägar für die Bauserie der E10 erhielt Nydqvist och Holm in Trollhättan. Die Loks bekamen die Betriebsnummern E10 1739–1748. Die Lokomotive besitzt drei Dampfzylinder und ist mit den nach Richard Paul Wagner benannten großen Windleitblechen ausgerüstet.
Die im Jahre 1947 gelieferten Lokomotiven besitzen vier Treibachsen und vorne ein zweiachsiges Laufdrehgestell. Sie wurden mit einem dreiachsigen Wannentender des Typs G5 ausgestattet.
Bei der Lieferung waren E10 1739–1743 mit Kohlefeuerung und E10 1744–1748 mit Ölfeuerung ausgestattet. Die Lokomotiven wurden im Verlauf der Zeit mehrfach für Öl- oder Kohlefeuerung umgerüstet, abhängig von den Kraftstoffpreisen.
Die Baureihe bekam die Bezeichnung E10, nachdem die 1945 von der Halmstad–Nässjö Järnväg (HNJ) übernommenen Lokomotiven G12 42–47 nach der Verstaatlichung der Privatbahn die Baureihenbezeichnung E9 bekommen hatten. Die Eigenschaften dieser Lokomotiven wie die niedrige Achslast, hohe Zugkraft und gute Spurführung beeindruckte die Verantwortlichen von SJ. Deshalb bildete die E9 die technische Basis für die E10–Lokomotiven. Die E10 unterschied sich von der E9 durch Rollenlager, geschlossene Führerhäuser und den Tender der Bauart G5.

## Einsatz
Nach ihrer Auslieferung wurde die Baureihe E10 auf den Streckenabschnitten Östersund–Mora, Storuman–Vilhelmina, Hoting–Storuman und Dorotea–Storuman der Inlandsbahn und auf der Bahnstrecke Orsa–Bollnäs eingesetzt. Die Ölfeuerung verursachte Lokschuppenbrände, darunter 1958 in Östersund, wo E10 1745 und E10 1748 stark beschädigt wurden.
In den 1960er Jahren wurden einige Exemplare Bereitschaftslokomotiven (schwedisch "Beredskapslok") und blieben betriebsfähig hinterstellt. Die restlichen Maschinen wurden um 1973 abgestellt und danach verschrottet.

## Museumslokomotiven

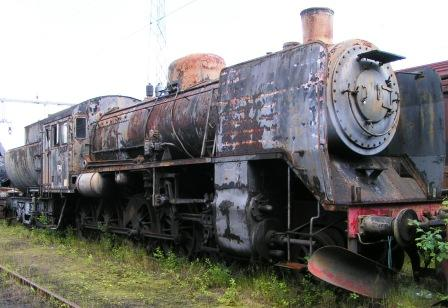
E10 1744 in Grängesberg. Die 2004 in schlechtem Zustand abgestellte Lok gehörte zur Beredskapsreserven

Nach Auflösung der Kriegsbereitschaftreserve 1991 blieben die bis dahin noch vorhandenen Lokomotiven weitgehend als Museumsloks erhalten.
Folgende Museen sind im Besitz von E10-Lokomotiven:
- 1742, Stockholms Kultursällskap för Ånga och Järnväg[4]
- 1744, Järnvägsmuseum Grängesberg
- 1745, Orsa Jernvägsförening, danach Sveriges Järnvägsmuseum
- 1746, Järnvägsmuseum Gävle
- 1747, Stockholms Ånglokssällskap[5]
- 1748,  Bergslagernas Järnvägssällskap